# 佐々栄三郎
佐々 栄三郎（戸籍名:榮三郎、ささ えいざぶろう、1911年（明治44年）8月10日 - 1990年（平成2年）1月28日）は、昭和期の農民運動家、政治家、郷土史学者。衆議院議員。

## 経歴
香川県出身。1935年（昭和10年）早稲田大学法律科を卒業した。
華北綜合調査研究所所員、香川県購買農業協同組合理事を務めた。また、香川県議会議員、四国地方開発審議会委員、日本社会党香川県本部書記長、同副委員長なども務めた。
1953年（昭和28年）4月、第26回衆議院議員総選挙で香川県第2区から左派社会党公認で出馬したが落選。以後、第29回、第30回総選挙でも落選した。1967年（昭和42年）1月の第31回総選挙で当選し、衆議院議員に1期在任した。この間、社会党中央委員、全日本農民組合連合会香川県連会長などを務めた。その後、第32回総選挙に立候補したが落選した。
また、香川県の百姓一揆の研究者として知られていた。

## 著作
- 『七人童子快挙録 : 寛延百姓一揆』社会新聞社、1950年10月1日。NDLJP:3451083。
- 『西讃百姓一揆始末』讃文社、1976年10月1日。NDLJP:9573188。
- 『讃州竹槍騒動 : 明治六年血税一揆』海流社、1980年9月1日。NDLJP:9574557。
- 『讃州百姓一揆史』新人物往来社、1982年6月20日。NDLJP:12281389。